# 佩德罗韦柳
佩德罗韦柳（葡萄牙語：Pedro Velho）是巴西北大河州的一个市镇。总面积192.707平方公里，总人口14081人，人口密度73.1人/平方公里。